# Use Somebody
«Use Somebody» es una canción del grupo Kings of Leon lanzado como segundo sencillo de Only by the Night, su cuarto álbum de estudio, el 8 de diciembre de 2008. El video musical está dirigido por Sophie Muller y fue estrenado exclusivamente en el MySpace de la banda el 4 de noviembre de 2008.
El sencillo recibió airplay significativo en Escandinavia, así como la República de Irlanda, Reino Unido y Australia, donde se mantuvo en el número uno en el Airplay Chart oficial por seis semanas consecutivas. Es su canción más exitosa en los Estados Unidos ya que alcanzó el número 4 del Billboard Hot 100 y lideró las listas de música pop y rock. En Latinoamérica el sencillo llegó al #1 en Los 10 + Pedidos de MTV Latinoamérica.
La canción fue ganadora del Premio Grammy por las categorías Grabación del año, Mejor interpretación rock de un dúo o grupo con vocalista y Mejor canción de rock y estuvo nominada a la Canción del año.

## Rendimiento en listas
"Use Somebody" debutó en el UK Singles Chart en el # 29 a través de las ventas digitales del sencillo el 28 de septiembre de 2008, apenas seis días después del lanzamiento del álbum. El 23 de noviembre, el sencillo se convirtió en quinto sencillo de la banda en ingresar en el UK Top 20, entrando en el # 17 y # 15 para el aumento de la semana siguiente. El 7 de diciembre de 2008, el día antes de su edición física, se convierte en el segunda canción en entrar en el Top 10 del Reino Unido, escalando al número 10. A la semana siguiente (la primera semana de la edición física), mientras se incrementaba el éxito de la banda al éxito, ya habiendo logrado el número 1 con "Sex on Fire", Use Somebody se convirtió en su segundo top 3 en el Reino Unido llegando finalmente a alcanzar la segunda ubicación permaneciendo en el Top 10 durante 13 semanas no consecutivas. Hasta la fecha, vendió más de 1 000 000 copias en el Reino Unido. También ha alcanzado el número 1 en el Billboard Hot Modern Rock Tracks, su segundo sencillo consecutivo en liderar esta lista, y alcanzó el # 4 del Hot 100 permaneciendo 57 semanas en el chart. Hasta julio de 2013 lleva vendido 4 000 000 de copias en los Estados Unidos.

## Actuaciones en directo
- El 14 de marzo de 2009, Kings of Leon interpretó la canción en el concierto especial en el alivio de los incendios de matorrales victoriano "Sound Relief" en Melbourne, Australia.
- Se realizó la canción también en el Brit Awards 2009. Su actuación fue aclamado por sus fanes y los críticos.
- Se realizó la canción en MTV Movie Awards.
- El 31 de julio de 2009, la banda tocó la canción en la The Today Show.
- El 24 de agosto de 2009, la banda tocó esta canción en vivo en "The Tonight Show".

## Lista de canciones
CD sencillo
1. "Use Somebody" - 3:51
2. "Knocked Up" (Lykke Li vs. Rodeo Remix) - 5:34

Exclusivo en iTunes EP
1. "Use Somebody" - 3:51
2. "Knocked Up" (Lykke Li vs. Rodeo Remix) - 5:34
3. "Frontier City" - 3:36
4. "The Bucket" (CSS Remix) - 3:43

## Posicionamiento en listas y certificaciones
| Listas (2008-2009)                            | Mejor posición |
| --------------------------------------------- | -------------- |
| Alemania (Offizielle Deutsche Charts)         | 9              |
| Australia (ARIA)                              | 2              |
| Austria (Ö3 Austria Top 40)                   | 12             |
| Bélgica (Flandes) (Ultratop 50)               | 1              |
| Bélgica (Valonia) (Ultratop 50)               | 19             |
| Canadá (Canadian Hot 100)                     | 8              |
| Dinamarca (Tracklisten)                       | 9              |
| Estados Unidos (Billboard Hot 100)            | 4              |
| Estados Unidos (Alternative Airplay)          | 1              |
| Estados Unidos (Mainstream Rock)              | 25             |
| Estados Unidos (Mainstream Top 40)            | 1              |
| Estados Unidos (Adult Top 40)                 | 1              |
| Estados Unidos (Hot Rock & Alternative Songs) | 2              |
| Estados Unidos (Adult Contemporary)           | 13             |
| Francia (SNEP)                                | 44             |
| Irlanda (IRMA)                                | 2              |
| Japón (Japan Hot 100)                         | 42             |
| Nueva Zelanda (Recorded Music NZ)             | 5              |
| Noruega (VG-lista)                            | 5              |
| Países Bajos (Dutch Top 40)                   | 7              |
| Polonia (Polish Airplay Top 100)              | 1              |
| Reino Unido (UK Singles Chart)                | 2              |
| Suecia (Sverigetopplistan)                    | 7              |
| Suiza (Schweizer Hitparade)                   | 2              |
| Listas (2013)                                 | Mejor posición |
| Corea del Sur (Gaon)                          | 188            |

| Lista (2009)                     | Posición |
| -------------------------------- | -------- |
| Australia ARIA                   | 38       |
| Canadá Canadian Hot 100          | 10       |
| Estados Unidos Billboard Hot 100 | 14       |
| Nueva Zelanda RIANZ              | 47       |
| Reino Unido UK Singles Chart     | 13       |
| Suiza Schweizer Hitparade        | 47       |

| País        | Lista (2000–2009) | Posición |
| ----------- | ----------------- | -------- |
| Reino Unido | UK Singles Chart  | 32       |

## Certificaciones
| País           | Organismo certificador | Certificación | Simbolización | Ventas  | Ref.   |
| -------------- | ---------------------- | ------------- | ------------- | ------- | ------ |
| Alemania       | BVMI                   | Oro           | ●             | 150 000 | [ 41 ] |
| Australia      | ARIA                   | 2× Platino    | 2▲            | 140 000 | [ 42 ] |
| Austria        | IFPI Austria           | Oro           | ●             | 15 000  | [ 43 ] |
| Bélgica        | BEA                    | Platino       | ▲             | 30 000  | [ 44 ] |
| Dinamarca      | IFPI Dinamarca         | Platino       | ▲             | 30 000  | [ 45 ] |
| Estados Unidos | RIAA                   | Platino       | ▲             | 4 000   | [ 46 ] |
| Nueva Zelanda  | RMNZ                   | Platino       | ▲             | 15 000  | [ 47 ] |
| Reino Unido    | BPI                    | Platino       | ▲             | 1 000   | [ 48 ] |
| Suiza          | IFPI Suiza             | Oro           | ●             | 15 000  | [ 49 ] |

## Otras versiones
- Beatriz Luengo realizó la versión traducida al español
- El grupo Paramore en una presentación en vivo en la radio Live Loung realizó una versión acústica de "Use somebody"
- En su "Dark Horse Tour", Nickelback realizó una versión de la canción en vivo, y el guitarrista Ryan Peake era el vocalista principal en lugar de Chad Kroeger.
- Pixie Lott VV Brown, Friendly Fires y Bat For Lashes también se han realizado versiones de la canción, de los cuales la versión de Pixie Lott llegó al puesto número 52 en el UK Singles Chart, debido a que es un lado B de su sencillo número 1 "Mama Do (Uh oh, uh oh)".[50]
- El exconcursante de American Idol, Brooke White, realizó una versión de la canción en su segundo álbum, High Hopes & Heartbreak con un sonido más pop.
- En su gira por el Reino Unido con el artista Clubland compañeros Darren Styles, grupo de danza de Liverpool Ultrabeat grabó una versión de la canción, que se rumorea que aparecen en su segundo álbum
- En el programa Live lounge con Jo Whiley de la BBC radio 1, el grupo Bat for lashes presentó una versión de esta canción.
- En el programa Live lounge  con Jo Whiley de la BBC radio 1, el grupo británico Friendly Fires presentó su versión de esta canción.
- Nick Jonas hizo una versión de la canción en uno de sus conciertos de Nick Jonas & The Administration.
- La banda británica One Direction hizo una versión en la gira Up All Night Tour en 2011 y 2012.[51]
- Lorde y Leon Thomas III han cantado tanto en covers separados de Use Somebody.
- La canción también aparece en la banda sonora internacional de la telenovela brasileña Caminho das Índias.[52]